# Philipp Bonorand
Philipp Bonorand (* 28. Oktober 1980 in Aarau) ist ein Schweizer Unternehmer und Fussballfunktionär.

## Beruflicher Werdegang
Seit 2011 ist Bonorand Inhaber und CEO der Vital AG mit den im Schweizer Futtermittelmarkt bekannten Divisionen Vital und Multiforsa und Firmenstandorten in Auw AG und Oberentfelden.

## Fussball
Von 2000 bis 2008 war Bonorand in verschiedenen Funktionen für den Schweizer Fussballklub FC Aarau tätig und ab 2003 Mitglied der ersten Geschäftsleitung der neugegründeten Aktiengesellschaft. Nach einem Unterbruch von elf Jahren und einem Jahr als Vizepräsident wurde er 2020 als Nachfolger von Alfred Schmid zum neuen Verwaltungsratspräsidenten der FC Aarau AG gewählt. Daneben übernahm er auch das Amt des Präsidenten des Vereins Fussball-Club Aarau 1902. Im März 2023 gab er bekannt, dass er sich an der kommenden Generalversammlung nicht mehr zur Wiederwahl stellen wird und wurde im Juni 2023 durch Markus Mahler abgelöst. Der Fussball-Club Aarau 1902 ernannte ihn nach seinem Rücktritt zum Ehrenpräsidenten.
Im 2022 wurde er als Vertreter der Challenge League ins Komitee der Swiss Football League gewählt.

## Politik
Von 2004 bis 2009 war Bonorand als Vertreter der Schweizerischen Volkspartei Mitglied im Einwohnerrat der Stadt Aarau.